# Rallye de l'Acropole 1970
Le Rallye de l'Acropole 1970 (18e Rallye Acropolis), disputé du 27 mai au 2 juin 1970, est la sixième manche du Championnat international des marques 1970 (IRC), inauguré cette même année.

## Classement général
| Pos | No | Pilote              | Copilote            | Voiture             | Temps             | Écart               | Groupe |
| --- | -- | ------------------- | ------------------- | ------------------- | ----------------- | ------------------- | ------ |
| 1   | 2  | Jean-Luc Thérier    | Marcel Callewaert   | Alpine A110 1600    | 1 min 48 s 1      |                     | 4      |
| 2   | 5  | Jean Vinatier       | David Stone         | Alpine A110 1600    | 6 min 25 s 4      | + 4 min 37 s 3      | 4      |
| 3   | 9  | Ove Andersson       | Jim Porter          | Ford Escort TwinCam | 6 min 27 s 4      | + 4 min 39 s 3      | 2      |
| 4   | 7  | Jean-François Piot  | Jean Todt           | Ford Escort TwinCam | 15 min 43 s 6     | + 13 min 55 s 5     | 2      |
| 5   | 8  | Håkan Lindberg      | Bo Reinicke         | Fiat 125 S          | 19 min 52 s 9     | + 18 min 04 s 8     | 2      |
| 6   | 12 | Jean-Pierre Nicolas | Michèle Véron       | Alpine A110 1300    | 23 min 26 s 3     | + 21 min 38 s 2     | 4      |
| 7   | 22 | 'Siroco'            | Miltos Andriopoulos | Opel Kadett Rallye  | 46 min 05 s 3     | + 44 min 17 s 2     | 2      |
| 8   | 15 | Ioannis Psichas     | Evangelos Nomikos   | Toyota Corona GSS   | 1 h 04 min 58 s 4 | + 1 h 03 min 10 s 3 | 2      |
| 9   | 27 | Âli Sipahi          | Erdoğan Zorlu       | BMW 2002            | 2 h 04 min 36 s 0 | + 2 h 02 min 47 s 9 | 1      |
| 10  | 72 | 'Daffy'             | Minas Vourdoubakis  | Humber Sceptre      | 2 h 13 min 47 s 3 | + 2 h 11 min 59 s 2 | 2      |